# Rafael Tello
Rafael Adolfo Tello (La Plata, 7 de agosto de 1917 - Luján, 19 de abril de 2002) fue un sacerdote y abogado argentino.

## Biografía

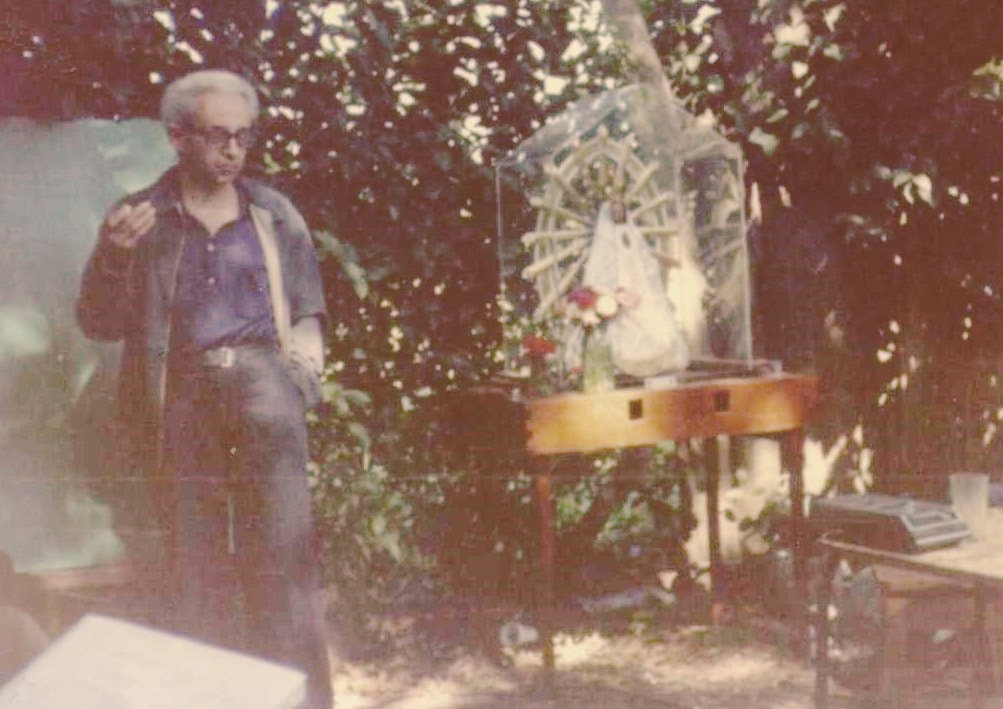
El padre Tello en Luján explicando la pastoral popular

Estudió leyes y se recibió de abogado en 1944. Entró al Seminario Metropolitano de Buenos Aires en 1945 y se ordenó sacerdote en 1950. En 1958 fue nombrado director de estudios y profesor del filosofado en el Seminario Mayor de Villa Devoto, cuando el clero diocesano reemplaza a los jesuitas en su conducción, siendo rector Eduardo Pironio y Lucio Gera Director de Teología. Entre 1966 y 1974 se desenvolvió como perito de la Comisión Episcopal de Pastoral -COEPAL-, creada por el Episcopado Argentino para la recepción del Concilio Vaticano II. En 1969 tuvo activa participación en la redacción del documento sexto de la Declaración de San Miguel, titulado "Pastoral popular". Esta expresión designa la gran pasión de la vida de Tello: una evangelización “orientada no solo hacia el pueblo, sino desde el pueblo mismo”. 
Lo que más conocido hizo a Tello en la Iglesia Argentina, no fue tanto su actuación en el ámbito académico, sino precisamente la animación de iniciativas pastorales concretas buscando abrir caminos en la Iglesia para una pastoral popular desde los pobres. En función de ello es que Tello desarrolló una sólida fundamentación doctrinal de la vida cristiana popular. Entre sus búsquedas y experiencias pastorales más significativas en sus años activos, fue asesor de la Pastoral Juvenil en los años 70, e inspirador de la primera peregrinación juvenil a Luján en 1975 (Leer historia), acontecimiento que en la actualidad reúne a más de un millón de jóvenes el primer domingo de octubre. Fue también consejero de congregaciones religiosas que buscaban insertarse en medios populares y de comunidades de vida contemplativa. Acompañó con su palabra a muchos de los miembros del Movimiento de Sacerdotes para el Tercer Mundo, a los curas villeros, y desde  los sacerdotes de la Cofradía de Luján.
En marzo de 1979, un conflicto que tuvo con su Arzobispo lo llevó a renunciar a su tarea de profesor en la Facultad de Teología y a retirarse por completo de la vida pública de la Iglesia. Comienza para él un período de reclusión y ocultamiento, en el que sigue animando en silencio la pastoral popular y desarrolla casi la totalidad de su obra escrita. En estos años sólo mantiene contacto con curas interesados en la evangelización de los pobres, e inspira la creación de la As. Sacerdotal Santa María Estrella de la Evangelización —conocida como "la cofradía"— y la Fundación Saracho (que publica sus obras en la actualidad). Desde 1984 hasta el final de su vida, se juntó semanalmente en su casa con sacerdotes amigos para fundamentar teológicamente el cristianismo popular, y buscar los caminos de una pastoral popular.
En septiembre del 2001 se mudó a Luján con el deseo de morir cerca de la Virgen, patrona del pueblo argentino, cosa que sucedió el 19 de abril del año 2002. El 18 de noviembre de 2017, en el marco de la Jornada mundial de los pobres instituida por el Papa Francisco, su cuerpo fue trasladado a la Basílica de Nuestra Señora de Luján. 

## Pensamiento teológico

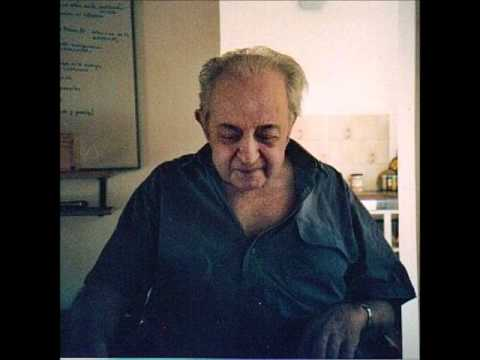

Los conceptos claves de su teología pueden centrarse en cristianismo popular, pueblo, cultura popular y pobres. “El cristianismo populares un modo peculiar de vivir la vida cristiana, que se da en nuestro pueblo”. Las obras de Tello procuran conocer este modo propio de vivir el cristianismo delos pobres de América Latina y captar su ‘núcleo medular’, ‘las venas’ por las que corre la sangre que anima esa vida en la historia. El cristianismo popular se expresa por las virtudes teologales que constituyen la esencia misma de la vida cristiana, y es definido por la fe –incluso informe–. El carácter popular se debe a que los actos de fe, esperanza y caridad son también actos humanos, e.d. voluntariamente realizados por el hombre, y por tanto sometidos a la influencia de una cultura –ella siempre se da, procediendo de un «núcleo histórico»(cf. GS 53), y en el caso de nuestro pueblo dotado de una cultura que llama popular. El cristianismo popular es vida teologal, y Tello lo distingue de sus expresiones religiosas -la piedad, religiosidad o devoción popular-.
En su concepción de pueblo, “sigue el análisis aristotélico tomista presente en GS”, “como una elaboración racional de datos extraídos de la realidad, que permite captar más profundamente y en sus rasgos esenciales la realidad de los hechos”.“El Pueblo  es una comunidad humana, suficiente para la vida del hombre”, que “sólo existe y subsiste en las personas que lo forman”. Su concepto de pueblo está íntimamente unido al de cultura: “el Pueblo es la realidad histórica de personas aunadas en la vivencia común de unos valores que conforman su cultura y su estilo de vida”. Una comunidad, con conciencia de algo común, no primeramente de origen mítico o real, ni necesariamente de carácter étnico, sino principalmente ético: valores o sistemas de valores morales comunes. Tello piensa que los valores que conforman la cultura y estilo de vida del cristianismo popular en América Latina. se encuentran de modo más vivo y articulando toda la existencia en los más pobres: ‘Profundos valores que por su inserción en lo más arduo de la vida, encuentran en la pobreza su mejor campo de expresión’. Los pobres, por estar diariamente enfrentados a las necesidades primarias y a las situaciones límite –la vida y la muerte y la opresión– experimentan más vivamente los valores fundamentales de una cultura. En ellos, la aspiración a vivir, a superar la opresión, a buscar la libertad, constituye una necesidad ineludible. Tello entiende a este pueblo de América Latina que crece desde los pobres como una realidad temporal, autónoma y cristiana.
La voz del padre Tello, fue considerada por muchos una voz profética. (Escuchar al P. Rafael Tello: "La vivencia de la cruz  de los pobres" y "La Fe en el Cristianismo Popular")

## Obra
En el acceso a los textos de Tello, no conviene olvidar que sus escritos no estuvieron principalmente dedicados al ámbito académico, sino a un grupo de sacerdotes que buscaban una p.p. desde los pobres. Hasta hoy se encuentran editados sólo ocho libros suyos y cinco sobre su figura y pensamiento teológico. También hay material que puede consultarse en formato electrónico en: Padre Rafael Tello - Academia.edu.
1. Tello Rafael, La Nueva Evangelización. Escritos teológicos pastorales, Agape, Buenos Aires, 2008.
2. Tello Rafael, La Nueva Evangelización.Anexos I y II, Agape, Buenos Aires, 2013.
3. Tello Rafael, Pueblo y Cultura I, Patria grande, Buenos Aires, 2011.
4. Tello Rafael, Pueblo y cultura popular, Patria Grande - Saracho - Agape, Buenos Aires, 2014.
5. Tello Rafael, Fundamentos de una Nueva Evangelización, Agape - Saracho - Patria Grande, 2015.
6. Tello Rafael, El cristianismo popular. Ubicación histórica y hecho inicial en América, Patria Grande - Fundación Saracho - Agape, Bs. As., 2016.
7. Tello, Rafael, El cristianismo popular II. Las virtudes teologales. La fiesta, Ágape - Saracho, Bs. As., 2017.
8. Tello, Rafael, El cristianismo popular III. Moral del pueblo. Evangelización del hombre argentino, Ágape-Saracho, Bs.As., 2019.

Obras sobre Tello
1. Bianchi Enrique C., Pobres en este mundo, ricos en la fe. La fe de los pobres de América Latina según Rafael Tello, Ágape, Buenos Aires, 2012. (Traducción italiana: Bianchi Enrique C., Introduzione alla teologia del popolo. Profilo spirituale e teologico di Rafael Tello, EMI, Bologna, 2015)
2. Rivero Gabriel, comp, El viejo Tello y la pastoral popular, Patria Grande - Fundación Saracho, Buenos Aires, 2013.
3. Rivero Gabriel, comp, El viejo Tello en la COEPAL. Sus intervenciones entre los peritos de la Comisión Episcopal de Pastoral en la recepción del Concilio Vaticano II en Argentina (1968-1971), Saracho - Agape - Patria Grande, Bs. As., 2015.
4. Forcat Fabricio, La vida cristiana popular. Su legítima diversidad en la perspectiva de Rafael Tello, Ágape - Fundación Saracho, Buenos Aires, 2017.
5. Albado Omar, El pueblo está en la cultura. La teología de la pastoral popular en el pensamiento del Padre Rafael Tello, Ágape, Buenos Aires, 2017.